# Sheykh Gol
Sheykh Gol (persiska: شیخ گل) är en ort i Iran.   Den ligger i provinsen Lorestan, i den västra delen av landet, 400 km sydväst om huvudstaden Teheran. Sheykh Gol ligger 1 366 meter över havet och antalet invånare är 129.
Terrängen runt Sheykh Gol är huvudsakligen kuperad, men söderut är den bergig. Runt Sheykh Gol är det ganska tätbefolkat, med 72 invånare per kvadratkilometer. Närmaste större samhälle är Darmareh, 8,2 km sydväst om Sheykh Gol. Omgivningarna runt Sheykh Gol är i huvudsak ett öppet busklandskap.